# 아소우 마나부
아소우 마나부(1964년 7월 21일 ~ )는 일본의 영화 감독이다.